# Bradley Wright-Phillips
Bradley Edward Wright-Phillips (* 12. März 1985 in Lewisham, London) ist ein ehemaliger englischer Fußballspieler, der aktuell bei den New York Red Bulls in der Major League Soccer unter Vertrag steht.

## Karriere
Nachdem er die Nachwuchsakademie von Manchester City durchlaufen hatte, trat Wright-Phillips erstmals in der Saison 2003/04 positiv in Erscheinung, als er der beste Torschütze für die Reservemannschaft des Vereins war, das ihn in den Profikader für die darauffolgende Spielzeit beförderte. Darüber hinaus spielte er für die englische U19-Nationalmannschaft.
In der Saison 2004/05 debütierte er im September 2004 für die Profimannschaft als Einwechselspieler beim 7:1-Sieg im Carling-Cup-Spiel gegen den FC Barnsley. Kurze Zeit später gab er auch seinen Einstand in der Premier League. Während des Spiels gegen den FC Middlesbrough im Dezember 2004 erzielte er dabei auch, erneut eingewechselt, seinen ersten Treffer. Im Anschluss gelang es ihm stetig, sich mehr in die Startformation zu spielen und absolvierte insgesamt 17 Spiele.
Eine Knieverletzung verhinderte zu Beginn der Saison 2005/06 eine Fortführung der positiven Tendenz und führte dazu, dass Wright-Phillips nur zu einigen Kurzeinsätzen kam. Sein Vertrag beim Manchester City lief ursprünglich noch bis zum Abschluss der Saison 2008/09, aber nach einer Leistungsstagnation wurde er gegen eine nicht näher veröffentlichte Ablösesumme in die zweite Liga an den FC Southampton verkauft.
Seit Juli 2009 stand er beim englischen Drittligisten Plymouth Argyle unter Vertrag und wechselte am 24. Januar 2011 zum Ligakonkurrenten Charlton Athletic. 2013 wurde er an den FC Brentford verliehen, bevor im selben Jahr in die USA wechselte und bei den New York Red Bulls unterschrieb. In sieben Jahren spielte er knapp 200 Mal in der MLS und machte dabei über 100 Tore.
Im Februar 2020 wechselte Wright-Phillips zu Ligakonkurrenten Los Angeles FC, da die Roten Bullen ihren Kader verjüngen wollten. Bei den New Yorkern machte er in ca. zehn Monaten 15 Spiele und fünf Tore. Mitte Dezember  wechselte er zum Columbus Crew.
Zum Ende seiner Karriere unterschrieb er noch einmal einen 1-Tages-Vertrag bei den New York Red Bulls, um als einer von Ihnen in den Ruhestand zu gehen.

## Sonstiges
- Bradley Wright-Phillips ist ein Adoptivbruder des drei Jahre älteren Shaun Wright-Phillips, welcher zeitweise gemeinsam mit ihm ebenfalls bei den New York Red Bulls spielte. Brett Wright (* 1987), ein weiterer Bruder, war ebenfalls als Fußballspieler aktiv und galt einst als Talent,[3] brachte es jedoch nicht über den Amateurfußball hinaus. Nach seinem Karriereende arbeitete er als von der FIFA lizenzierter Fußballagent.[4]
- Wright-Phillips ist, im Gegensatz zu Shaun, biologischer Sohn des früheren englischen Nationalspielers Ian Wright.